# هاوی-این-د-هیلز (فلوریدا)
هاوی-این-د-هیلز (به انگلیسی: Howey-in-the-Hills) شهرکی در شهرستان لیک ایالت فلوریدا است که در سال ۱۹۲۵ بنیان‌گذاری شده‌است. این شهرک طبق سرشماری سال ۲۰۱۰ میلادی، ۱٬۰۹۸ نفر جمعیت داشته و مساحت آن نیز ۴٫۸ کیلومتر مربع است.